# Sigma Piscium
Sigma Piscium (σ Piscium, förkortat Sigma Psc, σ Psc), som är stjärnans Bayerbeteckning, är en dvärgstjärna belägen i norra delen av stjärnbilden Fiskarna. Den har en skenbar magnitud på 5,50 och är svagt synlig för blotta ögat där ljusföreoreningar inte förekommer. Baserat på dynamiska parallaxmätningar beräknas att den befinner sig på ett avstånd av ca 368 ljusår (ca 113 parsek) från solen.
Sigma Piscium hade tidigare beteckningen 40 Andromedae.

## Egenskaper
Sigma Piscium är en blå spektroskopisk dubbelstjärna i huvudserien av spektralklass B9.5V. Den har en omloppsperiod på 81 dygn, och banan är relativt excentrisk vid ca 0,9. Båda komponenterna är huvudseriestjärnor av typ B. Den har en beräknad yttemperatur på 10 195 K, nästan två gånger den hos solen. Den har en 3 gånger större radie och 42 gånger större utstrålning av energi än solen.
Sigma Piscium rör sig genom Vintergatan med en hastighet av 23,5 km/s i förhållande till solen. Den projicerade galaktiska banan placerar den mellan 24 300 och 29 400 ljusår från galaxens centrum. 